# Christian August Freyberg
Christian August Freyberg (* 10. November 1684 in Stolpen; † 15. Januar 1743 in Dresden) war von 1719 bis zu seinem Tod Rektor der Dresdner St.-Annen-Schule, die in jener Zeit eine der drei höheren Schulen Dresdens war.

## Leben
Freybergs Großvater war Tuchmacher in Bischofswerda. Er konnte zweien seiner Söhne das Studium ermöglichen: Christoph Freyberg (1651–1722), Vater von Christian August Freyberg, wurde Pfarrer in Stolpen, dessen Bruder Jeremias Freyberg (1657–1724) wurde Pfarrer und Superintendent in Kamenz.
Nachdem Christian August Freyberg seine Vorbildung an der städtischen Lateinschule in Stolpen erhielt, bezog er 1700 das unter Leitung von Christian Weise stehende Gymnasium in Zittau und im April 1701 die Universität Leipzig als Student der philosophischen Fakultät. Geschichtsvorlesungen hörte Freyberg bei Johann Burckhardt Mencke. Nach dem Erwerb des Magistertitels im Jahr 1704 kehrte er nach Stolpen zurück und arbeitete in den folgenden Jahren als Hauslehrer in Kamenz und anderen Orten der Oberlausitz.
Von 1713 bis 1715 hielt sich Freyberg als Hofmeister in Weißenfels auf. Während dieser Zeit unternahm er einige Bildungsreisen und lernte Christian Weidling kennen. Nach seiner Rückkehr nach Stolpen war Freyberg wieder als Hauslehrer tätig und hat womöglich auch Christian Friedrich Henrici unterrichtet.
Am 15. Dezember 1719 trat Freyberg das Rektorat der St.-Annen-Schule in Dresden an. Mit seinem Wirken begann eine Blütezeit der Annenschule, die vorher zum Teil nur stiefmütterliche Unterstützung seitens des Dresdner Rats erfuhr. Bereits fünf Jahre nach seinem Amtsantritt erließ Freyberg 1724 eine neue Schulordnung, mit der er das Unterrichtspensum erhöhte, den Religionsunterricht verringerte und dafür die Fächer Politische Historie, Genealogie, Geographie, Deutsche Orthographie, Stilistik, Poesie und Redeübungen neu aufnahm. In seinem Unterricht folgte Freyberg den Maximen seines früheren Lehrers Christian Weise.
Mit der 1724 erreichten Anerkennung der Annenschule als Lyzeum stieg die Schülerzahl in den folgenden Jahren kontinuierlich an, so dass 1727 eine dritte Lehrerstelle bewilligt wurde. Mit dem Weise-Schüler Johann Christian Gerstner (1675–1753) erhielt Freyberg im gleichen Jahr einen neuen Kantor, der auch die Funktion des zweiten Lehrers innehatte.
Besonders in den 1730er und 1740er Jahren genoss die Annenschule ein hohes Ansehen, dessen Verdienst sich direkt auf ihren Rektor zurückführen lässt. Der über die Grenzen des Kurfürstentums Sachsen hinaus bekannte Freyberg hatte unter anderem Briefkontakte zu Johann Gottlob Frenckel, Carl Friedrich Degenkolb und Georg Ehrenfried Behrnauer. Vom dänischen Geheimrat Friedrich Emanuel von Kötzschau erhielt er einen Ruf als Gymnasialrektor nach Oldenburg, den Freyberg jedoch ablehnte.
Christian August Freyberg verstarb 58-jährig am 15. Januar 1743 nach 23-jähriger Wirkenszeit als Rektor der Annenschule.

## Werke
Zu Freybergs Werken, die er neben deutscher auch in lateinischer Sprache verfasste, zählen historische Schriften, Nachrichten der St.-Annen-Schule und Predigten.
Er gilt als Verfasser der Kirchenlieder Selig, selig sind die Todten und Gehe hin in deine Kammer sowie Herr, ich habe mißgehandelt.
Schriften-Verzeichnis nach Adelung mit einigen Ergänzungen und Verbesserungen:
- Dissertatio Academica, sistens zētēma De Nativitate Christi Bethlehemitica. Leipzig, 1704. (10393358 im VD 18.)
- Briefe der Missionarien B. Ziegenbalgs und H. Plütscho, mit Anmerkungen unter dem Nahmen Christi. Gustav von Bergen. Pirna, 1708, 4.
- Als die Schule zu St. Annen zu Dreßden am Sonntage Palmarum 1720. zum Tisch des Herrn gehen wolte. Dresden, 1720, 8. (online im VD 18)
- Pietas Annaeae Dresdensis Scholae, XXIX. D. Jun. 1720. Dresden, 1720, 8. (online im VD 18)
- Historische Nachricht von Der Meißnischen Stadt Stolpen, und Dem Göttlichen Feuer-Gerichte, Welches A. 1723. den 4. Mart. zur Nacht auch über dieselbe / wie bißher über viele andere Oerter / ergangen / Zum traurigen Andencken, nebst einigen Beylagen. Dresden, 1723, 4. (online im VD 18)
- Bibliothecae Stolpensi justa persolvit. Dresden, 1723, 4. (online im VD 18)
- Pietas, horae et disciplina scholae Annaeae. Die Gebete, Tägliche Arbeit und Gesetze der St. Annen-Schule zu Dreßden. Dresden, 1724, 8. (neue Schulordnung; online im VD 18)
- Dem über wenigem getreu gewesenen, und nun über viel gesetzten, Weil. Wohl-Ehrwürdigen, Groß-Achtbaren und Wohlgelahrten HERRN M. Johann Jacob Schumann, von Lommatzsch, Wohlverdienten Past. beym Lazareth zu Dreßden, […]. Dresden, 1726, 4. (Trauerrede, online im VD 18)
- Von dem Dreßdnischen Stadt-Neudorff. Dresden, 1726, 4.
- Pr. I–VIII de Scholarum Saxonicarum praesertim hyeme. Dresden, 1726, 4.
- Von ein paar alten Manuscripten der Tischreden Luthers. Dresden, 1727, 4.
- Altes und Neues von Sachsen und angrentzenden Ländern. Zeitschrift, St. 1.–5. Dresden, 1727, 8. (online)
- Historie der Frauen-Kirche in Neu-Dresden. Dresden, 1728, Fol.
- Anecdota Augustea von einem Eilenburgischen Convent. Dresden, 1728, 4.
  - Anecdota Augustea: III. Stück. Dresden, 1736, 4. (online im VD 18)
- Anecdota Augustea ad corporis doctrinae historiam spectantia. Dresden, 1729, 4.
- Etwas von Morgen. Dresden, 1730, 4.
- Etwas von dem weitläufftigen Kirchspiel Porschendorff. Dresden, 1730, 4.
- Von der Augsburgischen Confessions-Präliminarien, nehmlich denen 1529 auf den Convent zu Schwabach abgelesenen 17 Artikeln. Dresden, 1730, 4.
- Kurtze Kirchen- und Prediger-Historie von St. Annen von Dreßden. Dresden, 1733, 4.
- Etwas von Tetschen. Dresden, 1735, 4.
- Anecdota zu Heinrichs des Frommen Leben. Dresden, 1735, 4.
- Ep. I. II de Annaeae scholae civibus. Dresden, 1736, 4.
- Pr. fragmenta de Ge. Cracovia. Dresden, 1736, 4.
- Von gelehrten Grünhaynern. Dresden, 1737, 4.
- Drey Proben eines Sächsischen bürgerlichen Lexici. Dresden, 1737, 4.
- Plauische Kirchen-Geschichte. Dresden, 1737, 4.
- Von gelehrten Wolckensteinern. Dresden, 1738, 4.
- Von gelehrten Elterleinern. Dresden, 1739, 4.
- Historie der Stadt Spandau an der Elbe. Dresden, 1739, 4.
- Vorrede vor Herm. Joach. Hahns letzte Worte, oder zwey letzten Predigten.
- Von den allerersten und ältesten Buchdruckern zu Dreßden. Dresden, 1740.
- Reliqvien von der Dreßdnischen, und übrigen Ober-Sächsischen Buchdrucker-Historie. Dresden, 1741. (online im VD 18)
- Von Gelehrten aus Geyer. Dresden, 1741, 4.
- M. Fridericum Zorlerum, Cruciani Dresdens. Dresden, 1741, 4. (online im VD 18)